# Vestskoven Gymnasium
Vestskoven Gymnasium er et dansk gymnasium, som tilbyder uddannelsesretningerne STX, HTX, HHX og HF. Det er en del af NEXT Uddannelse. 
Gymnasiet blev etableret i 1982 under navnet Albertslund Amtsgymnasium, og blev i 2003 fusioneret med Vallensbæk HF. I den forbindelse fik det navnet Kongsholm Gymnasium & HF. I januar 2014 fusionerede gymnasiet med CPH West (efterfølgende NEXT), og valgte i den forbindelse at skifte navn til Albertslund Gymnasium & HF. I 2017 blev navnet ændret til blot Albertslund Gymnasium. Det ændredes igen i maj 2020 til det nuævrende.
Vestskoven Gymnasium er beliggende i Løvens kvarter 17, 2620 Albertslund, tæt ved Albertslund Station. Gymnasiet har ca. 900 elever.
Der er planer om at bygge et helt nyt og moderne gymnasium endnu tættere på Albertslund Station ved siden af Kongsholmcentret.